# Ljubezen skozi želodec
Ljubezen skozi želodec je bila slovenska kuhaska oddaja, predvajana na televiziji POP TV. Prvič se je na sporedu pojavila leta 20. septembra 2009, na sporedu pa je bila vsako nedeljo ob 18.20. Voditelja in scenarista oddaje sta bila Luka Novak in Valentina Smej Novak, režiser pa Peter Bratuša. Kuhanje v Ljubezni skozi želodec je temeljilo na lahko dostopnih sestavinah, oddaja je bila posneta v domačem okolju, v vsakdanjih okoliščinah.
Leta 2009 je voditeljski par pri Založbi Vale Novak izdal kuharsko knjigo Ljubezen skozi želodec, ki je bila leta 2010 najbolj prodajana knjiga v Sloveniji. Novembra 2010 pa sta Luka Novak in Valentina Smej Novak izdala še nadaljevanje popularne kuharice, ki je prav tako postala najbolj prodajana knjiga v Sloveniji leta 2011.

## Nagrade in nominacije
- Nominacija za strokovnega viktorja za najboljšo zabavno oddajo v letu 2011 in 2012.